# Johannes von Kuhn
Johannes Evangelist von Kuhn (Wäschenbeuren, 20 febbraio 1806 – Tubinga, 8 maggio 1887) è stato un presbitero e teologo tedesco.
Fu il più importante teologo sistematico della Scuola di Tubinga. 
Fu uno dei teologi cattolici che nel XX secolo proseguirono l'opera di Johann Sebastian von Drey, uno degli antesignani della teologia fondamentale.

## Biografia
Johannes Evangelist Kuhn (dal 1850 nobilitato in von Kuhn) frequentò le scuole di Schwäbisch Gmünd dal 1818 al 1821, quindi il liceo di Ellwangen dal 1821 al 1824 e il liceo di Rottweil dal 1824 al 1825. Fino al 1830 studiò teologia cattolica al Wilhelmsstift di Tubinga, il collegio teologico della Diocesi di Rottenburg-Stoccarda. 
Nell'autunno del 1830 Kuhn entrò nel seminario di Rottenburg am Neckar e fu ordinato sacerdote il 14 settembre 1831.
Nel 1832 divenne professore a Giessen. Cinque anni più tardi fu chiamato a insegnare teologia dogmatica a Tubinga. Dal 1848 al 1852 fu membro della Camera dei deputati del Württemberg. Nel 1857 fu eletto alla corte statale. Nel 1862 prese parte alla fondazione dell'Associazione tedesca per la riforma delle strutture politiche e sociali esistenti. Dal 1868 fino alla sua morte ricoprì un mandato nella Camera dei Lord del Württemberg.
Johannes von Kuhn fu il più importante teologo sistematico della Scuola di Tubinga. Era un convinto oppositore della Neoscolastica e sosteneva l'indipendenza della filosofia dalla teologia.
Kuhn è stato a lungo dimenticato dalla teologia cattolica. Alla sua riscoperta hanno contribuito i teologi Josef Rupert Geiselmann e Heinrich Fries.
Nel 1850 Johannes von Kuhn ricevette la Croce di Cavaliere dell'Ordine della Corona del Württemberg, che era associata al conferimento della nobilitazione del cognome. È stato anche insignito della Croce di Commendatore dell'Ordine di Federico.

## Opere
- Katholische Dogmatik. 3 volumi incompleti. Tubinga 1846–1859.
- Philosophie und Theologie. Tubinga 1860.
- Die christliche Lehre von der göttlichen Gnade. Tubinga 1868.
- Eine freie katholische Universität Deutschlands und die Freiheit der Wissenschaft. Tubinga: Laupp, 1863.